# Competições extintas de Broomball

## Desafio Bretão
Primeira competição internacional regular de broomball, o Desafio Bretão era um único jogo que confrontava o campeão irlandês e o campeão inglês. Durante sua existência, foi considerado como um título mundial, mas como não englobava os "órfãos" de Gales e Escócia, terminou extinto, dando lugar do World Broomball Championship.
A primeira edição foi em 1997, confrontando Green Britain e London, com vitória do time londrino. Nos dois anos seguintes, a mesma fonal: IBU e Liverpool, onde a IBU venceu ambas.

## Torneio Integração 1992
Primeira competição internacional do esporte. Contou com quatro times: o irlandês Green Britain e os ingleses London, Crown Club e Raiders. Contou com quatro turnos de mata-mata; os campeões se enfrentariam, sendo que se um time ganhasse dois turnos teria um ponto de vantagem, e se ganhasse três, dois pontos. O irlandês venceu o primeiro turno, contudo os Raiders venceram os outros três e levaram a taça na final.